# Amba Marjam
Amba Marjam (hist. Mekdela) – wieś w środkowej Etiopii, w regionie Amhara, w strefie Debub Uello. 
Podczas panowania Teodora II była twierdzą i rezydencją cesarską, a więc pełniła funkcję stolicy Abisynii. Więziony w niej był przyszły cesarz Menelik II. Teodor II popełnił w niej samobójstwo 13 kwietnia 1868 roku, po zwycięskim szturmie brytyjskiego korpusu ekspedycyjnego pod dowództwem gen. Roberta Napiera. Wojska Napiera splądrowały i spaliły Mekdelę, wywożąc z niej wiele kosztowności i przedmiotów kultu, w tym koronę cesarską, zwróconą cesarzowi Hajle Syllasjemu I dopiero w roku 1925.